# Myotis dinellii
Myotis dinellii is een zoogdier uit de familie van de gladneuzen (Vespertilionidae). De wetenschappelijke naam van de soort werd voor het eerst geldig gepubliceerd door I. Geoffroy in 1824.

## Voorkomen
De soort komt voor in Argentinië en Bolivië.